# Xantángumi

A xantángumi természetes poliszacharid, melyet a Xanthomonas campestris baktériumfaj cukor erjesztése során állít elő. Az élelmiszeriparban sűrítőanyagként és stabilizálószerként, E415 néven alkalmazzák.

## Kémiai felépítése
A poliszacharid-lánc vázát két darab β-D-glükóz adja, melyek az 1-es és 4-es szénatomoknál vannak összekapcsolva. Az oldalláncot két darab mannóz és egy glükuronsav adja. Az oldallánc a 3-as számú szénatomhoz kötődve kapcsolódik a vázhoz. A molekulát tulajdonképpen 5 molekula ismétlődése adja meg.
A mannózok körülbelül feléhez egy piroszőlősav kapcsolódik a 4-es és 6-os szénatomon keresztül. A többi mannóz egy acetil-csoportot tartalmaz a 6-os számú szénatomnál. Ezáltal két hosszú poliszacharid-lánc össze tud kapcsolódni, egy viszonylag merev, kettős hélixet alkotva. Ez a kettős hélix szerkezet felelős a xantángumi nagy viszkozitásáért. A xantángumi molekulasúlya a gyártási eljárástól függően 1-50 millió.

## Előállítása
Vízben szénhidrátot oldanak  fel, majd nitrogén tartalmú vegyületet adnak hozzá, valamint foszfor-forrást (általában nátrium-foszfátot). Ezt követően az ipari fermentációt kevert (levegőztetés nem szükséges anaerob mikroorganizmus lévén) reaktorban végzik, így a baktériumtenyészet xantángumit választ ki az extracelluláris térbe. Ezzel a módszerrel 3-5 tömegszázalékos xantángumi-koncentráció érhető el. Ezt követően a kapott xantánt izopropanollal kicsapatják, megszárítják, majd megőrlik. A végeredmény a tiszta xantángumi, forró vízben nagyon jól oldható, fehér por formájában.

## Története
Allene Rosalind Jeanes és kutatócsoportja egy széles körű, a biopolimereket vizsgáló tanulmány keretében fedezte fel. Ipari gyártását először a Kelco Company kezdte el Kelzan néven az 1960-as évek elején. Európában, Kanadában és az USA-ban E415 néven alkalmazzák.

## Felhasználása
A xantángumi legfőbb tulajdonsága, hogy kis mennyiségben is jelentősen megváltoztatja az élelmiszerek viszkozitását, ezért általában 0,05% és 0,5% közötti koncentrációban alkalmazzák. Nem-newtoni tulajdonságokkal rendelkezik: a felülettel párhuzamos, vagy tangenciális nyomás hatására viszkozitása növekszik, az erőhatás megszűnése után ez visszaáll. A gyakorlatban ez azt jelenti, hogy könnyen pumpálható anyag, de ezt követően megkeményednek. Például salátaöntetek esetében a salátaöntet csak felrázás után ürül ki az üvegből, majd ismét megkeményedik. Más sűrítőanyagokkal ellentétben a hőmérsékletre és a pH-ra kevéssé érzékeny.
Élelmiszerekben elsősorban fagylaltokban, tojástartalmú ételekben, zselatinokban, lekvárokban alkalmazzák. Az élelmiszerek színét és ízét nem változtatja meg.
Kozmetikumok esetében hidratálóként és emulgeálószerként alkalmazzák.
Megtalálható továbbá egyes kenőolajokban is.

## Egészségügyi hatások
Élelmiszerek esetében xantángumi-allergia és kukoricaallergia (abban az esetben, ha kukoricakeményítőből állítják elő) esetén fogyasztása nem ajánlott.
Porként belélegezve tüdőirritációt okozhat.